# Selva Alegre
Selva Alegre è una città del Perù nella provincia di Arequipa (regione di Arequipa) con 72.696 abitanti al censimento 2007. È l'unica località del Distretto di Alto Selva Alegre, istituito il 16 novembre 1992.